# Allium talijevii
Allium talijevii är en amaryllisväxtart som beskrevs av Michail Klokov. Allium talijevii ingår i släktet lökar, och familjen amaryllisväxter. IUCN kategoriserar arten globalt som otillräckligt studerad. Inga underarter finns listade i Catalogue of Life.